# Canton du Bassin chaurien
Le canton du Bassin chaurien, précédemment appelé canton de Castelnaudary, est une circonscription électorale française du département de l'Aude créée par le décret du 21 février 2014 et entrée en vigueur lors des élections départementales de 2015.

## Histoire
Un nouveau découpage territorial de l'Aude entre en vigueur en mars 2015, défini par le décret du 21 février 2014, en application des lois du 17 mai 2013 (loi organique 2013-402 et loi 2013-403). Les conseillers départementaux sont, à compter de ces élections, élus au scrutin majoritaire binominal mixte. Les électeurs de chaque canton élisent au Conseil départemental, nouvelle appellation du Conseil général, deux membres de sexe différent, qui se présentent en binôme de candidats. Les conseillers départementaux sont élus pour 6 ans au scrutin binominal majoritaire à deux tours, l'accès au second tour nécessitant 12,5 % des inscrits au premier tour. En outre la totalité des conseillers départementaux est renouvelée. Ce nouveau mode de scrutin nécessite un redécoupage des cantons dont le nombre est divisé par deux avec arrondi à l'unité impaire supérieure si ce nombre n'est pas entier impair, assorti de conditions de seuils minimaux. Dans l'Aude, le nombre de cantons passe ainsi de 35 à 19.
Au 1er janvier 2016, il devient le canton du Bassin Chaurien par décret du 27 décembre 2015.

## Représentation
| Période élective | Période élective | Mandat | Mandat   | Identité        | Nuance | Nuance | Qualité                                                                    |
| ---------------- | ---------------- | ------ | -------- | --------------- | ------ | ------ | -------------------------------------------------------------------------- |
| 2015             | 2021             | 2015   | 2021     | Éliane Brunel   |        | PS     | Retraitée de l'Education nationale Maire de Puginier (2001-2020)           |
| 2015             | 2021             | 2015   | 2021     | Patrick Maugard |        | DVG    | Maire de Castelnaudary depuis 1995 Vice-Président du Conseil départemental |
| 2021             | 2028             | 2021   | en cours | Eliane Brunel   |        | PS     | Conseillère sortante                                                       |
| 2021             | 2028             | 2021   | en cours | Patrick Maugard |        | DVG    | Conseiller sortant                                                         |

### Résultats détaillés

#### Élections de mars 2015
À l'issue du premier tour des élections départementales de 2015, deux binômes sont en ballotage : Eliane Brunel et Patrick Maugard (PS, 39,9 %) et Jacques Debons et Paule Mercier (FN, 25,51 %). Le taux de participation est de 58,7 % (8 704 votants sur 14 829 inscrits) contre 57,46 % au niveau départemental et 50,17 % au niveau national.
Au second tour, Éliane Brunel et Patrick Maugard (PS) sont élus avec 61,59 % des suffrages exprimés et un taux de participation de 59,74 % (4 901 voix pour 8 857 votants et 14 826 inscrits).

#### Élections de juin 2021
Le premier tour des élections départementales de 2021 est marqué par un très faible taux de participation (33,26 % au niveau national). Dans le canton du Bassin chaurien, ce taux de participation est de 39,91 % (6 098 votants sur 15 281 inscrits) contre 39,73 % au niveau départemental. À l'issue de ce premier tour,  le binôme constitué de Eliane Brunel et Patrick Maugard (Union à gauche avec des écologistes, 70,7 %), est élu avec 70,7 % des suffrages exprimés.

## Composition
Le canton comprend vingt-deux communes entières.
| Nom                                   | Code Insee | Intercommunalité                  | Superficie (km2) | Population (dernière pop. légale) | Densité (hab./km2) | Modifier                                    |
| ------------------------------------- | ---------- | --------------------------------- | ---------------- | --------------------------------- | ------------------ | ------------------------------------------- |
| Castelnaudary (bureau centralisateur) | 11076      | CC Castelnaudary Lauragais Audois | 47,72            | 12 212 (2022)                     | 256                | modifier les données · modifier les données |
| Airoux                                | 11002      | CC Castelnaudary Lauragais Audois | 5,49             | 189 (2022)                        | 34                 | modifier les données · modifier les données |
| Les Cassés                            | 11074      | CC Castelnaudary Lauragais Audois | 7,28             | 317 (2022)                        | 44                 | modifier les données · modifier les données |
| Fendeille                             | 11138      | CC Castelnaudary Lauragais Audois | 7,17             | 613 (2022)                        | 85                 | modifier les données · modifier les données |
| Issel                                 | 11175      | CC Castelnaudary Lauragais Audois | 17,66            | 484 (2022)                        | 27                 | modifier les données · modifier les données |
| Labastide-d'Anjou                     | 11178      | CC Castelnaudary Lauragais Audois | 8,57             | 1 261 (2022)                      | 147                | modifier les données · modifier les données |
| Lasbordes                             | 11192      | CC Castelnaudary Lauragais Audois | 14,74            | 824 (2022)                        | 56                 | modifier les données · modifier les données |
| Mas-Saintes-Puelles                   | 11225      | CC Castelnaudary Lauragais Audois | 27,63            | 937 (2022)                        | 34                 | modifier les données · modifier les données |
| Montferrand                           | 11243      | CC Castelnaudary Lauragais Audois | 17,93            | 648 (2022)                        | 36                 | modifier les données · modifier les données |
| Montmaur                              | 11252      | CC Castelnaudary Lauragais Audois | 12,61            | 350 (2022)                        | 28                 | modifier les données · modifier les données |
| Peyrens                               | 11284      | CC Castelnaudary Lauragais Audois | 4,77             | 459 (2022)                        | 96                 | modifier les données · modifier les données |
| La Pomarède                           | 11292      | CC Castelnaudary Lauragais Audois | 13,08            | 184 (2022)                        | 14                 | modifier les données · modifier les données |
| Puginier                              | 11300      | CC Castelnaudary Lauragais Audois | 6,78             | 154 (2022)                        | 23                 | modifier les données · modifier les données |
| Ricaud                                | 11313      | CC Castelnaudary Lauragais Audois | 5,92             | 328 (2022)                        | 55                 | modifier les données · modifier les données |
| Saint-Martin-Lalande                  | 11356      | CC Castelnaudary Lauragais Audois | 12,65            | 1 109 (2022)                      | 88                 | modifier les données · modifier les données |
| Saint-Papoul                          | 11361      | CC Castelnaudary Lauragais Audois | 26,48            | 832 (2022)                        | 31                 | modifier les données · modifier les données |
| Saint-Paulet                          | 11362      | CC Castelnaudary Lauragais Audois | 7,42             | 203 (2022)                        | 27                 | modifier les données · modifier les données |
| Souilhanels                           | 11382      | CC Castelnaudary Lauragais Audois | 2,72             | 356 (2022)                        | 131                | modifier les données · modifier les données |
| Souilhe                               | 11383      | CC Castelnaudary Lauragais Audois | 4,20             | 342 (2022)                        | 81                 | modifier les données · modifier les données |
| Soupex                                | 11385      | CC Castelnaudary Lauragais Audois | 7,37             | 240 (2022)                        | 33                 | modifier les données · modifier les données |
| Tréville                              | 11399      | CC Castelnaudary Lauragais Audois | 5,33             | 109 (2022)                        | 20                 | modifier les données · modifier les données |
| Villeneuve-la-Comptal                 | 11430      | CC Castelnaudary Lauragais Audois | 15,10            | 1 424 (2022)                      | 94                 | modifier les données · modifier les données |
| Canton du Bassin chaurien             | 1105       |                                   | 278,62           | 23 575 (2022)                     | 85                 | modifier les données                        |

## Démographie
En 2022, le canton comptait 23 575 habitants, en évolution de +6,32 % par rapport à 2016 (Aude : +2,65 %, France hors Mayotte : +2,11 %).
| 2013   | 2018   | 2022   |
| ------ | ------ | ------ |
| 22 153 | 22 993 | 23 575 |